# Milwaukee Admirals
Milwaukee Admirals – klub hokejowy grający w American Hockey League w dywizji zachodniej, konferencji zachodniej. Drużyna ma swoją siedzibę w Milwaukee w Stanach Zjednoczonych.
Został założony w 1970 roku. W latach 1973–1977 drużyna występowała w lidze juniorskiej USHL, w latach 1977–2001 w IHL, a od 2001 roku w AHL.
Drużyna podlega zespołom: Nashville Predators (od 1998) oraz ma własną filię w Cincinnati Cyclones (ECHL). W przeszłości klub był podległy tymczasowo Edmonton Oilers oraz miał filie: New Mexico Scorpions (CHL) i Rockford IceHogs (UHL).

## Osiągnięcia
- Mistrzostwo w fazie play-off USHL: 1976
- Mistrzostwo dywizji IHL: 1983, 1993, 1995, 1996
- Finał o Turner Cup – wicemistrzostwo IHL: 1983
- Mistrzostwo dywizji AHL: 2004, 2006, 2009, 2011
- Mistrzostwo w sezonie regularnym AHL: 2004
- Norman R. „Bud” Poile Trophy: 2004
- Mistrzostwo konferencji AHL: 2004, 2006
- Puchar Caldera: 2004